# 急性出血性結膜炎

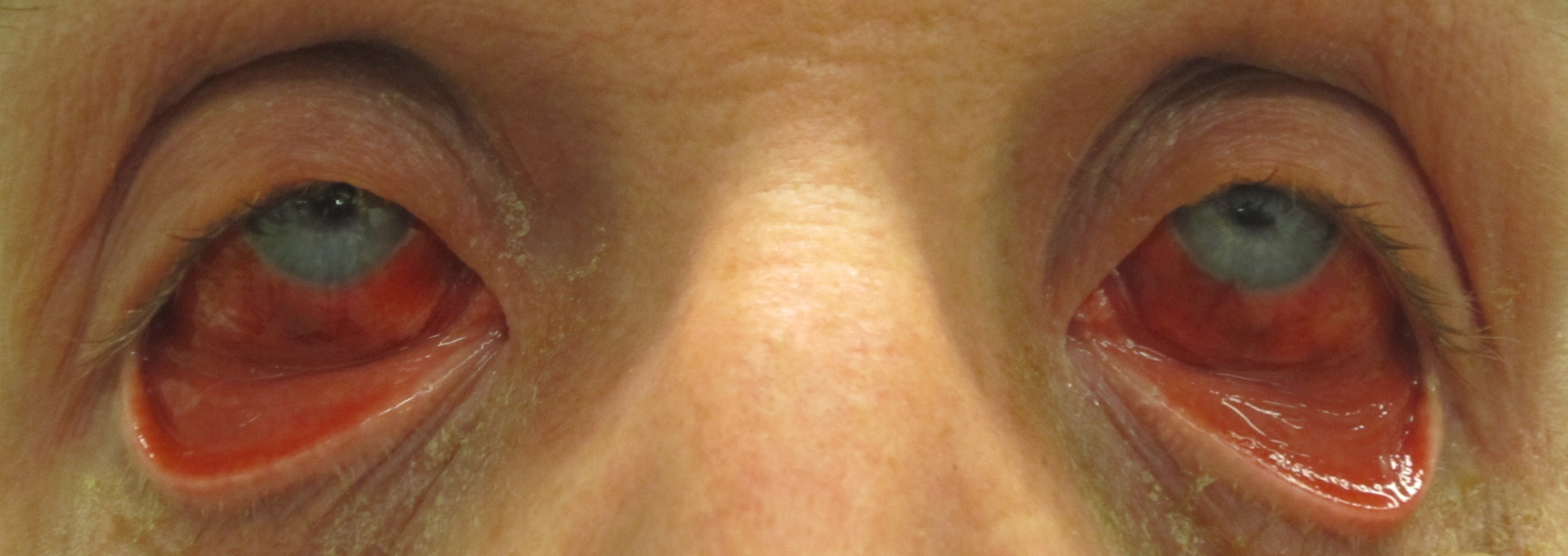
急性出血性結膜炎

急性出血性結膜炎（きゅうせいしゅっけつせいけつまくえん、英：acute haemorrhagic conjunctivitis ）は、アフリカのガーナが発祥の目の感染症。エンテロウイルス70またはコクサッキーA24変異株によって引き起こされる結膜炎。別名はアポロ病 (Apollo disease )。

## 症状
1969年夏の大流行時には、結膜が出血し、赤く腫れ上がり眼痛、頭痛、発熱を発症した。また、小児マヒのように筋力低下を引き起こし、運動マヒによる後遺症が残される場合も報告された。その後、ウイルスの変異によって結膜下出血のような症状が出ることは稀となり、アデノウイルスによる流行性結膜炎同様の経過をたどり、1週間程度で治癒することが一般的となった。

## 病原体
病原体は、エンテロウイルス EV70 , コクサッキーウイルス CA24v。日本人研究者によって原因ウイルスとして EV70 が発見された。非常に伝染力が強く、当時は特効薬、予防法が確立されていなかった。結膜炎の病気は数日で治る病気であり、日本のような生活環境が優れた場所では、大きな広がりは見せないとされていたが、一部の地域では集団感染が報告されている。

## 「アポロ病」
1969年夏の大流行時は、アメリカの人工衛星アポロ11号が月の着陸を終えて、地球への帰還で人々が熱狂・興奮していた時期であった。当時は月に固有の微生物やウイルス等が全く存在しないという確証がなかったため、帰還した飛行士たちは3週間のあいだ厳重な隔離下におかれ、検査と経過観察を受けたほどであった。そのことと同時期に大流行が起きたため、「アポロ11号が月から病原体を持ち込んだ」というデマが流れ、俗にアポロ病と呼ばれた。